# Wi Hwui-won
Wi Hwui-won (koreanisch 위휘원, * 20. Mai 2002) ist eine südkoreanische Tennisspielerin.

## Karriere
Wi spielt bislang hauptsächlich Turniere der ITF Women’s World Tennis Tour, wo sie bisher einen Titel im Doppel gewinnen konnte.

## Turniersiege

### Doppel
| Nr. | Datum        | Turnier | Kategorie | Belag     | Partnerin           | Finalgegnerinnen                | Ergebnis  |
| --- | ------------ | ------- | --------- | --------- | ------------------- | ------------------------------- | --------- |
| 1.  | 17. Mai 2025 | Toyama  | ITF W15   | Hartplatz | Carol Young Suh Lee | Hayu Kinoshita Honoka Kobayashi | 7:65, 6:2 |